# Þorlákshöfn
Þorlákshöfn (spreek uit: 'Thorlaukshub') is een havenstadje aan de zuidkust van IJsland. Het is de hoofdplaats van de gemeente Ölfus. Het is de enige bruikbare haven aan IJslands zuidkust tussen Grindavík en Höfn. Het plaatsje is relatief nieuw: In het begin van de 20e eeuw werd onderzocht of het mogelijk was om een nieuwe havenplaats te stichten aan de zuidkust, en uiteindelijk werd deze locatie, aan de westzijde van de monding van de rivier Ölfusá, uitgekozen. In de jaren 1930 werd begonnen met het bouwen van de haven, en de meeste woningen dateren van de jaren '40 en '50.
Het was in die tijd ook de haven waar de veerboot Herjólfur van en naar de Vestmannaeyjar (Westman-eilanden) aanlegde. Deze haven is vervangen door een meer oostelijk gelegen veerhaven bij Landeyjarhöfn, niet ver van de Seljalandsfoss. Hierdoor is de vaartijd teruggebracht tot circa 30 minuten, en heeft Þorlákshöfn de veerhavenfunctie verloren (hoewel het nog wel als uitwijkmogelijkheid voor de veerboot wordt gebruikt). De haven wordt wekelijks aangedaan door het vrachtschip MS Mykines van Smyril Line cargo, vanuit Rotterdam, via Tórshavn.
Toen in januari 1973 de vulkaan Eldfell uitbarstte op de Vestmannaeyjar, werd de hele bevolking van Heimaey naar Þorlákshöfn ge-evacueerd. Velen wilden daarna niet meer terug gaan naar Heimaey en bleven wonen in Þorlákshöfn, waaronder zich geen actieve vulkanische zone bevindt.
Þorlákshöfn heeft (anno 2018) ongeveer 1600 inwoners.
Er zijn een volksmuseum en een kerk met een bijzondere vormgeving, met daarvoor een roestvaststalen sculptuur van een boot.
Een paar kilometer ten westen van Þorlákshöfn ligt het boerderijtje Hlíðarendi. Bij deze boerderij ligt een koudwaterbron, waarvan het water door een commercieel bedrijf opgevangen en gebotteld wordt, en vervolgens naar met name Amerika en Canada wordt verscheept. Het boerderijtje staat er nog steeds, maar is voor bezoekers niet toegankelijk om eventuele verontreiniging van het bronwater tegen te gaan.

## Uitbreidingsplannen
Doordat het kustplaatsje Grindavík in 2023 ontruimd moest worden vanwege vulkanische activiteit, ontstond er een noodzaak om de bewoners van die plaats, merendeel werkzaam in de visserij, elders te behuizen. Er zijn plannen om Þorlákshöfn met dat oogmerk te gaan uitbreiden.

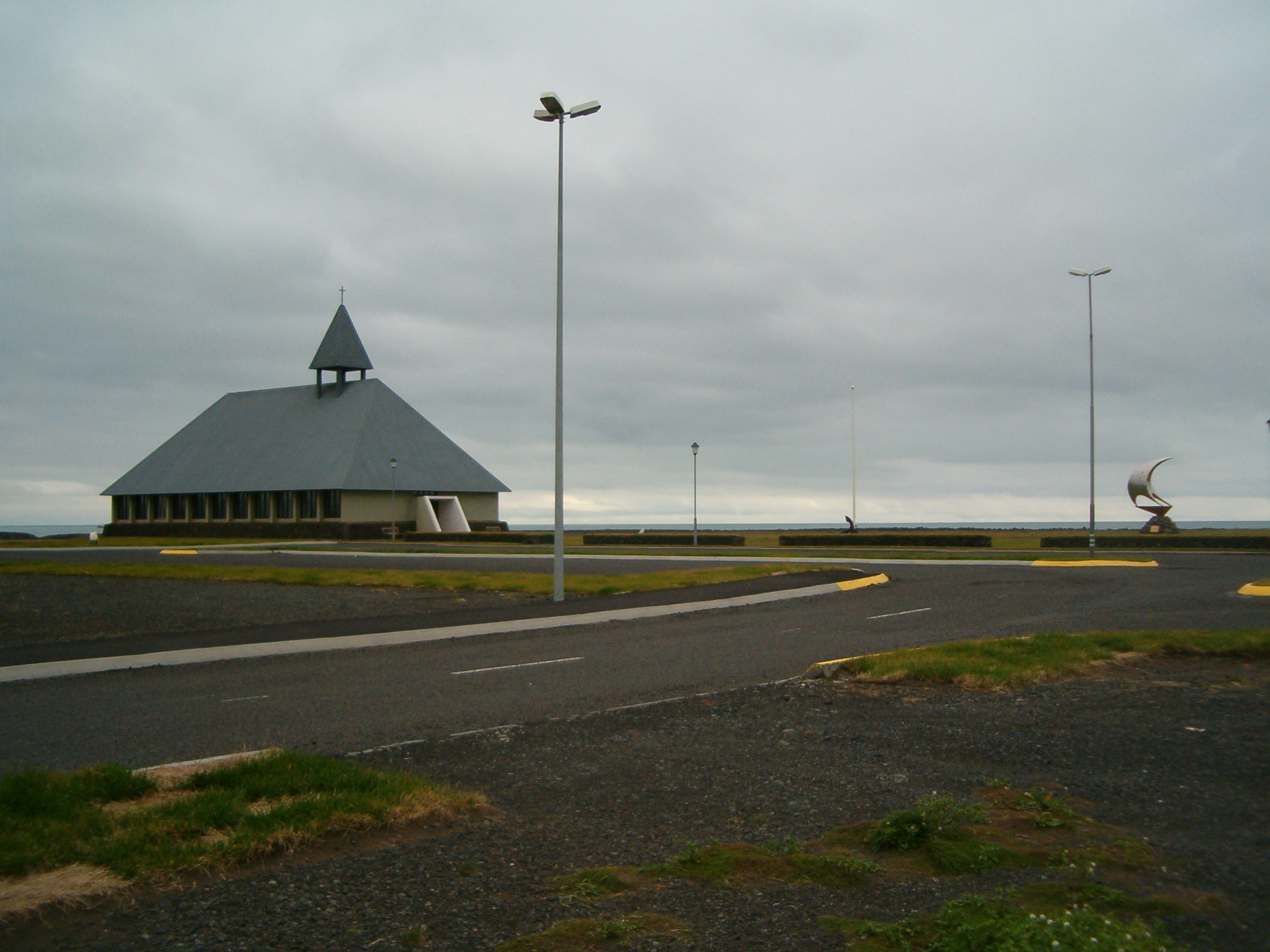
Kerk van Þorlákshöfn